# Europees kampioenschap korfbal 2024
Het Europees kampioenschap korfbal 2024 is de 9e editie van het Europees Kampioenschap Korfbal. Deze editie zal worden gehouden in Calonge, Spanje.
Het Europees Kampioenschap korfbal is door het IKF onderverdeeld in 2 edities; 1 voor de A landen en 1 voor de B landen. De pagina over dit toernooi heeft alleen betrekking op de editie van de A landen.

## Deelnemers
- Catalonië (gastland)
- Nederland (titelverdediger)
- België
- Duitsland
- Engeland
- Hongarije
- Portugal
- Tsjechië

## Poule Fase
In de poule fase zullen er 2 poules zijn. Elke poule telt 4 teams. Na de poulefase zullen de beste nummers 4 de eindfase spelen.

### Poule A
| Land      | Wed | Win | WnV | VnV | Ver | DV  | DT | +/− | Pnt |
| --------- | --- | --- | --- | --- | --- | --- | -- | --- | --- |
| Nederland | 3   | 3   | 0   | 0   | 0   | 114 | 31 | +83 | 9   |
| Duitsland | 3   | 2   | 0   | 0   | 1   | 52  | 68 | -16 | 6   |
| Portugal  | 3   | 1   | 0   | 0   | 2   | 56  | 61 | -5  | 3   |
| Hongarije | 3   | 0   | 0   | 0   | 3   | 25  | 87 | -62 | 0   |

|                  |           |       |          |                                                                             |
| 28-10-2024 14:00 | Nederland | 34-14 | Portugal | Pavelló Municipal d’Esports de Calonge Scheidsrechter: Piotr Jaszczuk (POL) |
| 28-10-2024 14:00 | Overzicht |       |          | Pavelló Municipal d’Esports de Calonge Scheidsrechter: Piotr Jaszczuk (POL) |

|                  |           |       |           |                                                                         |
| 28-10-2024 17:30 | Duitsland | 23-10 | Hongarije | Pavelló Municipal d’Esports de Calonge Scheidsrechter: Chris West (ENG) |
| 28-10-2024 17:30 | Overzicht |       |           | Pavelló Municipal d’Esports de Calonge Scheidsrechter: Chris West (ENG) |

|                  |           |      |           |                                                                         |
| 29-10-2024 14:15 | Portugal  | 28-7 | Hongarije | Pavelló Municipal d’Esports de Calonge Scheidsrechter: Chris West (ENG) |
| 29-10-2024 14:15 | Overzicht |      |           | Pavelló Municipal d’Esports de Calonge Scheidsrechter: Chris West (ENG) |

|                  |           |      |           |                                                                           |
| 29-10-2024 16:00 | Nederland | 44-9 | Duitsland | Pavelló Municipal d’Esports de Calonge Scheidsrechter: Carlos Faria (POR) |
| 29-10-2024 16:00 | Overzicht |      |           | Pavelló Municipal d’Esports de Calonge Scheidsrechter: Carlos Faria (POR) |

|                  |           |      |           |                                                                         |
| 30-10-2024 14:15 | Hongarije | 8-36 | Nederland | Pavelló Municipal d’Esports de Calonge Scheidsrechter: Kris Meeus (BEL) |
| 30-10-2024 14:15 | Overzicht |      |           | Pavelló Municipal d’Esports de Calonge Scheidsrechter: Kris Meeus (BEL) |

|                  |           |       |          |                                                                            |
| 30-10-2024 17:45 | Duitsland | 20-14 | Portugal | Pavelló Municipal d’Esports de Calonge Scheidsrechter: Stan de Groot (NED) |
| 30-10-2024 17:45 | Overzicht |       |          | Pavelló Municipal d’Esports de Calonge Scheidsrechter: Stan de Groot (NED) |

### Poule B
| Land      | Wed | Win | WnV | VnV | Ver | DV  | DT | +/− | Pnt |
| --------- | --- | --- | --- | --- | --- | --- | -- | --- | --- |
| België    | 3   | 3   | 0   | 0   | 0   | 100 | 27 | +73 | 9   |
| Catalonië | 3   | 2   | 0   | 0   | 1   | 52  | 71 | -19 | 6   |
| Tsjechië  | 3   | 1   | 0   | 0   | 2   | 42  | 60 | -18 | 3   |
| Engeland  | 3   | 0   | 0   | 0   | 3   | 40  | 76 | -36 | 0   |

|                  |           |       |          |                                                                           |
| 28-10-2024 15:45 | België    | 32-10 | Tsjechië | Pavelló Municipal d’Esports de Calonge Scheidsrechter: Carlos Faria (POR) |
| 28-10-2024 15:45 | Overzicht |       |          | Pavelló Municipal d’Esports de Calonge Scheidsrechter: Carlos Faria (POR) |

|                  |           |       |          |                                                                            |
| 28-10-2024 19:45 | Catalonië | 24-23 | Engeland | Pavelló Municipal d’Esports de Calonge Scheidsrechter: Stan de Groot (NED) |
| 28-10-2024 19:45 | Overzicht |       |          | Pavelló Municipal d’Esports de Calonge Scheidsrechter: Stan de Groot (NED) |

|                  |           |       |          |                                                                         |
| 29-10-2024 17:45 | Tsjechië  | 19-10 | Engeland | Pavelló Municipal d’Esports de Calonge Scheidsrechter: Kris Meeus (BEL) |
| 29-10-2024 17:45 | Overzicht |       |          | Pavelló Municipal d’Esports de Calonge Scheidsrechter: Kris Meeus (BEL) |

|                  |           |       |        |                                                                            |
| 29-10-2024 19:30 | Catalonië | 10-35 | België | Pavelló Municipal d’Esports de Calonge Scheidsrechter: Stan de Groot (NED) |
| 29-10-2024 19:30 | Overzicht |       |        | Pavelló Municipal d’Esports de Calonge Scheidsrechter: Stan de Groot (NED) |

|                  |           |      |        |                                                                            |
| 30-10-2024 16:00 | Engeland  | 7-33 | België | Pavelló Municipal d’Esports de Calonge Scheidsrechter: Dani Ezpeleta (CAT) |
| 30-10-2024 16:00 | Overzicht |      |        | Pavelló Municipal d’Esports de Calonge Scheidsrechter: Dani Ezpeleta (CAT) |

|                  |           |       |          |                                                                           |
| 30-10-2024 19:30 | Catalonië | 18-13 | Tsjechië | Pavelló Municipal d’Esports de Calonge Scheidsrechter: Carlos Faria (POR) |
| 30-10-2024 19:30 | Overzicht |       |          | Pavelló Municipal d’Esports de Calonge Scheidsrechter: Carlos Faria (POR) |

## Eindfase
|  | Halve finale | Halve finale |              |    | Finale | Finale |
|  |              |              |              |    |        |        |
|  |              |              |              |    |        |        |
|  |              |              |              |    |        |        |
|  | België       | 28           |              |    |        |        |
|  | België       | 28           |              |    |        |        |
|  | Duitsland    | 9            |              |    |        |        |
|  | Duitsland    | 9            | België       | 15 |        |        |
|  |              |              | België       | 15 |        |        |
|  |              | Nederland    | 21           |    |        |        |
|  | Catalonië    | Nederland    | 21           | 16 |        |        |
|  | Catalonië    |              |              | 16 |        |        |
|  | Nederland    | 53           |              |    |        |        |
|  | Nederland    | 53           | Troostfinale |    |        |        |
|  |              |              |              |    |        |        |
|  |              |              |              |    |        |        |
|  |              |              |              |    |        |        |
|  | Catalonië    | 13           |              |    |        |        |
|  | Catalonië    | 13           |              |    |        |        |
|  | Duitsland    | 18           |              |    |        |        |

Halve finales
|                 |        |        |           |                                   |
| 1-11-2024 17:45 | België | 28 - 9 | Duitsland | Scheidsrechter: Olga Gandia (CAT) |
| 1-11-2024 17:45 |        |        |           | Scheidsrechter: Olga Gandia (CAT) |

|                 |           |         |           |                                    |
| 1-11-2024 19:30 | Catalonië | 16 - 53 | Nederland | Scheidsrechter: Carlos Faria (POR) |
| 1-11-2024 19:30 |           |         |           | Scheidsrechter: Carlos Faria (POR) |

Derde/Vierde plaats
|                 |           |         |           |                                      |
| 2-11-2024 14:30 | Catalonië | 13 - 18 | Duitsland | Scheidsrechter: Piotr Jaszczuk (POL) |
| 2-11-2024 14:30 |           |         |           | Scheidsrechter: Piotr Jaszczuk (POL) |

Finale
|                 |        |         |           |                                  |
| 2-11-2024 16:30 | België | 15 - 21 | Nederland | Scheidsrechter: Chris West (ENG) |
| 2-11-2024 16:30 |        |         |           | Scheidsrechter: Chris West (ENG) |

## Eindstand van het toernooi
| Plaats op ranglijst | Team      |
| ------------------- | --------- |
| Goud                | Nederland |
| Zilver              | België    |
| Brons               | Duitsland |
| 4                   | Catalonië |
| 5                   | Tsjechië  |
| 6                   | Portugal  |
| 7                   | Engeland  |
| 8                   | Hongarije |

| Europees Kampioen Korfbal 2024 |
| ------------------------------ |
| Nederland Negende titel        |